# Obyvatelstvo Barbadosu
Počet obyvatel Barbadosu v roce 2010 byl 277 821 lidí, což odpovídá hustotě osídlení 644,8 obyvatel/km2. Průměrná délka života dosahuje na ostrově 71,84 let. Odhad počtu obyvatel v roce 2025 je 327 000. Většina obyvatel se hlásí ke křesťanství. Úředním jazykem je angličtina.

## Počet obyvatel a jejich složení
Podle sčítání lidu z roku 2010 je počet obyvatel Barbadosu odhadován na 277 821. Odhadovaný počet obyvatel v roce 2018 byl na ostrově 286 641.

Většinu populace Barbadosu (91 %) tvoří černošské obyvatelstvo. Dále zde žijí míšenci (4 %), běloši (3,5 %) a lidé původem z jižní Asie (1 %).

Počet obyvatel Barbadosu 1960–2010
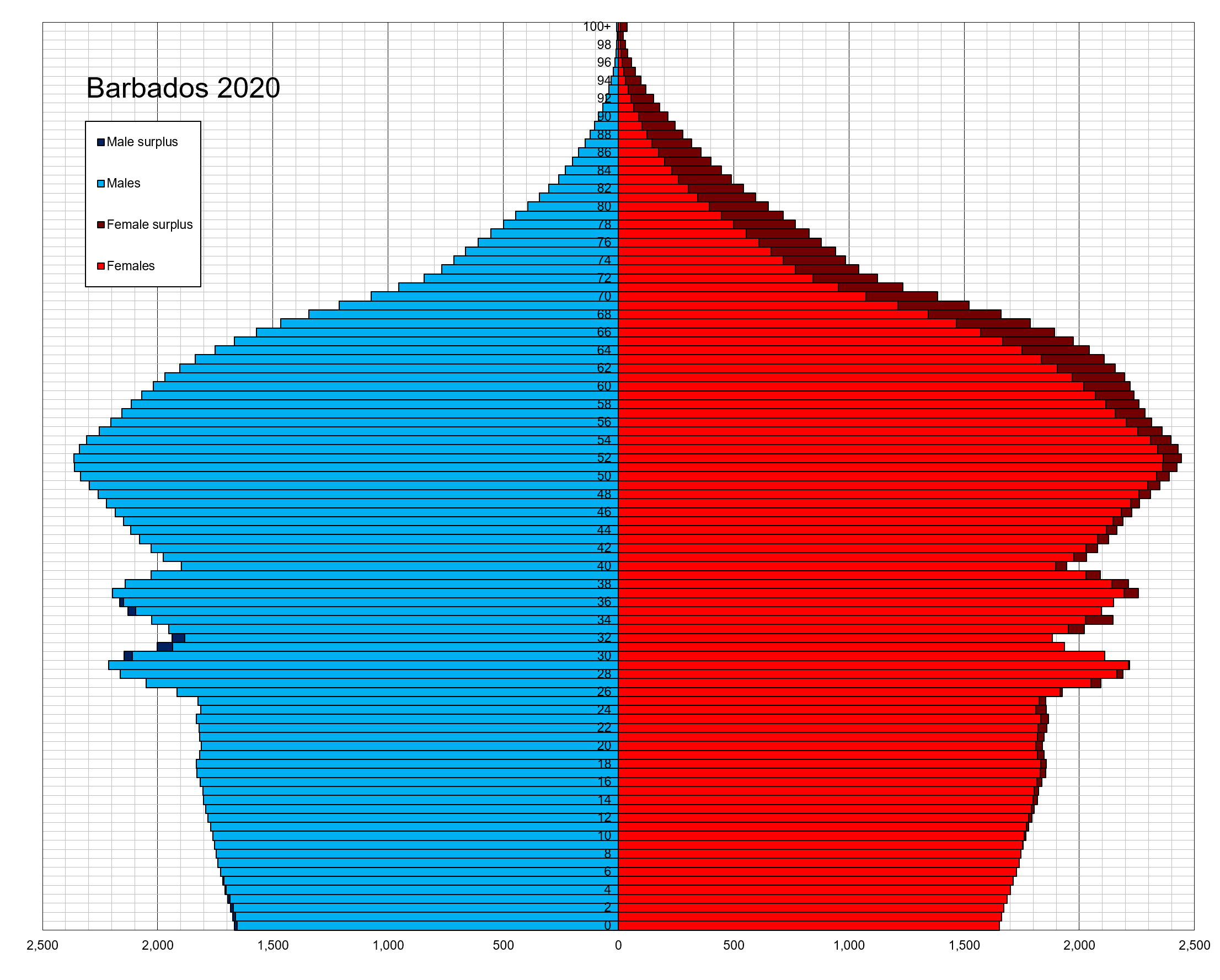
Věkové složení barbadoské populace v roce 2020

## Jazyk
Úředním jazykem na Barbadosu je angličtina. Ta je užívána pro komunikaci, správu a veřejné služby po celém ostrově. Vzhledem k historii ostrova barbadoská angličtina má slovní zásobu, výslovnost i pravopis podobný britské angličtině, ale není s ní úplně shodná.
Regionální variantu angličtiny, která se na ostrově označuje jako Bajan, používá většina obyvatel v každodenním životě, zejména v neformálním prostředí. Bajan zní velmi odlišně od standardní angličtiny. Stupeň srozumitelnosti mezi Bajanem a obecnou angličtinou závisí na úrovni použití kreolské slovní zásoby a idiomů. Může být zcela nesrozumitelná pro rodilého mluvčího z jiné země. Bajan je ovlivňován i jinými dialekty karibské angličtiny. qwNa Barbadosu neexistuje žádný domorodý jazyk.

## Náboženství
Podle sčítání lidu z roku 2010 se 75,6 % obyvatel hlásilo ke křesťanství, 2,6 % k jiným náboženstvím a 20,6 % bylo bez vyznání.
Největší část obyvatel se hlásila k anglikánství (23,9 %). Ostrov patří k barbadoské diecézi Církve provincie Západní Indie (anglicky Churd in the Provincie of the West Indies). Druhou největší skupinou byli pentekostalisté (19,5 %). Dalšími velkými náboženskými skupinami jsou Adventisté sedmého dne (5,9 %), metodisté (4,2 %) a katolíci (3,8 %). Další obyvatelé se hlásí například k Svědkům Jehovovým, baptistům, moravským bratřím, armádě spásy či církvi Ježíše Krista Svatých posledních dnů.
Muslimové tvoří 0,7 % obyvatelstva a většina z nich pochází či je potomky přistěhovalců z indického státu Gudžarát. K dispozici mají tři mešity a islámské centrum. Mezi další náboženské skupiny patří rastafariáni. Toto náboženství se na ostrov dostalo v roce 1975. Dále zde žijí hinduisté, židé, lidé věřící v Bahá'í a buddhisté.